# Samos
Sámos (grško: starogrško Σάμος, Sámos) je grški otok, ki leži v vzhodnem delu Egejskega morja tik ob obali Male Azije.
Otok je središče prefekture Samos, ki obsega poleg otoka Samos še otok Ikaria in skupino manjših otokov Fournoi Korseon.

## Geografske značilnosti
Otok Samos meri v dolžino (v smeri vzhod-zahod) 43 km, v širino (sever-jug) pa 13 km. Površina otoka meri 476 km², celotna dolžina obale je 159 km. Od turške obale ga loči preliv Mikale (grško: starogrško Μυκάλη, Mykáli), ki je na najožjem delu širok le okoli kilometer in pol.
Samos je gorat otok. Na zahodu otoka leži najvišji vrh Kerkis (grško: starogrško Κέρκης ali starogrško Κερκετέας) z nadmorsko višino 1434 m, ki je tudi najvišji vrh vseh egejskih otokov. Čez osrednji del otoka poteka gorski hrbet Ampelos (grško: starogrško Άμπελος, Ámbelos), z najvišjim vrhom Karvunis (grško: starogrško Καρβούνης, Karvoúnis), ki ima nadmosko višino 1153 m. Edina večja ravnina leži zahodno od mesta Pitagorio - na tej ravnini je tudi mednarodno letališče.

## Pomembnejša mesta

### Vatí - Samos
Glavno mesto otoka se imenuje Vatí (grško: starogrško Βαθύ, Vathý). Za pristaniški del mesta se v novejšem času uporablja tudi poimenovanje mesto Samos. Vatí - Samos je največje in tudi ekonomsko najpomembnejše mesto na otoku. 
Za turiste je najzanimivejši obalni del mesta med Pitagorovim trgom, cerkvijo sv. Nikolaja in ulico Likurga Logothetisa ter naprej do cerkve sv. Spiridona in mestne hiše. Blizu mestne hiše je tudi muzej.
Mesto Vatí je sedež občine, ki obsega še več manjših naselij:
- Paleokastro (starogrško Παλαιόκαστρο) - jugovzhodno od mesta Vatí,
- Kokari (starogrško Κοκκάρι, Kokkári), Agios Konstantinos  (starogrško Άγιος Κωνσταντίνος), Vurliotes (starogrško Βουρλιώτες, Vourliótes) - obalna mestece ob severni strani otoka,
- Psili Amos (starogrško Ψιλή Άμμος) - znana peščena plaža na jugovzhodni obali.

### Karlovasi
Drugo največje mesto na otoku je pristanišče Karlóvasi (grško: starogrško Καρλόβασι). Mesto je sedež občine, ki obsega severozahodni in osrednji del otoka. 
Za turiste mesto ni zelo zanimivo, bolj privlačne so izredno lepe plaže, ki ležijo zahodno od mesta: Potami (starogrško Ποτάμι), Mikro Seitani ( Μικρό Σεϊτάνι) in Megalo Seitani (starogrško Μεγάλο Σεϊτάνι).

### Pitagorio
Pitagorio (starogrško Πυθαγόρειο, Pythagorio) je turistično najbolj znamenito mesto na otoku. Leži na južni obali otoka. V antičnih časih je bilo na tem kraju pomembno utrjeno mesto, ki mu je vladal tiran Polikrat. Pozneje je bilo mesto opuščeno. V 19. stoletju je na tem kraju ležala vasica Tigani (starogrško Τηγάνι), ki je počasi zrastla v mestece. Leta 1955 so to mestece poimenovali Pitagorio - po matematiku Pitagori,  ki je bil doma iz teh krajev, pa je moral zapustiti Samos zaradi Polikratovega preganjanja.
Mesto je sedež občine Pitagorio. Na območju občine leži še nekaj drugih zanimivih krajev:
- Hora (starogrško Χώρα, Chora) - v letih 1849-1854 glavno mesto otoka,
- Mitilini (starogrško Μυτιληνιοί, Mytilini) - največje naselje v občini Pitagorio,
- Ireo (starogrško Ηραίο), nekoč ribiška vas, zdaj manjše kopališko mesto ob južni obali otoka,
- v osrednjem delu otoka leži nekaj vasi, ki so znane po lončarstvu in po medu, npr. Pirgos (starogrško Πύργος, Pyrgos) in Kumaradei (starogrško Κουμαραδαίοι, Koumaradei).

Na območju mesta Pitagorio je kar precej turističnih znamenitosti:
- mestno obzidje iz antičnih časov,
- rimsko kopališče (terme),
- Evpalinov tunel - gradbeniška mojstrovina iz časov tirana Polikrata,
- cerkev Device Marije v jami nad Pitagoriom,
- grad oziroma utrdba Likurga Logotetisa, borca za osvoboditev Samosa izpod Turkov.

Tik ob kraju Ireo pa leži Hereon - arheološko najdišče z ostanki veličastnega Herinega templja.

### Maratokambos
Maratokambos (starogrško Μαραθοκάμπος, Marathokambos) je manjše mesto in sedež občine, ki obsega jugozahodni del otoka.

## Pomembne osebnosti s Samosa
- Pitagora, matematik, filozof in verski voditelj,
- Aristarh, astronom in matematik,
- Konon, astronom in matematik,
- Aristil, astronom in filozof,
- Epikur, filozof,